# Гуэльо, Джорджа
Джорджа Гуэльо (итал. Giorgia Gueglio) — итальянская певица, вокалистка группы Mastercastle с 2008 года.

## Карьера
Подростком была поклонником Whitesnake и Deep Purple.
Первым профессиональным коллективом Гуэльо стала метал-группа Artisluna (вместе с Pier Gonella (Mastercastle) и Mattia Stancioiu (Labyrinth), которая вскоре распалась.
В 2008 Гуэльо стала одним из основателей группы Mastercastle (вместе с Pier Gonella), с которой записала 2 альбома.

## Дискография

### Mastercastle
| Название    | Год выпуска | Лейбл                        |
| ----------- | ----------- | ---------------------------- |
| The Phonix  | 2009        | Lion Music — Spiritual Beast |
| Last Desire | 2010        | Lion Music                   |